# Мария Елеонора София фон Баден-Родемахерн
Мария Елеонора София фон Баден-Родемахерн (на немски: Marie Eleonore Sofie Markgräfin von Baden-Rodemachern/Eleonore Sophie von Baden-Baden; * 23 август 1641; † 19 април 1668, Лимбург) е маркграфиня от Баден-Родемахерн и чрез женитба графиня на Насау-Зиген (1665 – 1668).

## Биография
Тя е дъщеря на маркграф Херман Фортунат фон Баден-Родемахерн (1595 – 1665) и втората му съпруга Мария Сидония фон Даун-Фалкенщайн (1605 – 1675), вдовица на граф Адам Филип фон Кронберг-Хоенгеролдсек († 1634), дъщеря на граф Филип Франц фон Даун-Фалкенщайн († 1616) и алтграфиня Елизабет фон Залм-Райфершайт (1571 – 1616).
Мария Елеонора София умира на ок. 28 години на 19 април 1668 г. в Лимбург и е погребана там.

## Фамилия
Мария Елеонора София фон Баден-Родемахерн се омъжва на 31 май 1665 г. в Родемак за граф Йохан Франц Дезидератус фон Насау-Зиген (* 28 юли 1627; † 17 декември 1699), княз (1691 – 1699), единствен син на граф Йохан VIII фон Насау-Зиген (1583 – 1638) и Ернестина Йоланда принцеса дьо Лин (1594 – 1668) и съпругата му Ернестина Йоланда принцеса дьо Лин (1594 – 1668). Тя е втората му съпруга. Те имат трима сина и една дъщеря:
- Франц Фортунатос фон Нассау (* 7 април 1666; † 12 юли 1672)
- Вилхелм Хиацинт принц на Насау-Зиген (* 3 април 1667, Брюксел; † 18 февруари 1743, Хадамар), по-късният принц Орански и княз на Насау-Зиген (1699 – 1707), близнак на Херман
- Херман фон Нассау (* 3 април 1667; † 12 юли 1672), близнак на Вилхелм Хиацинт
- Мария Елеонора Ернестина (* април 1668; † 28 септември 1669, Люксембург)